# Civilization IV
Sid Meier's Civilization IV (abreviado Civilization IV, Civ4 o CIV IV) es un videojuego de estrategia por turnos, publicado entre el 25 de octubre y el 4 de noviembre de 2005 en América del Norte, Europa y Australia. Desarrollado por el diseñador líder Soren Johnson bajo la dirección de Sid Meier y su estudio Firaxis Games, es el cuarto producto canónico de la aclamada serie Civilization, comenzada por Meier. En mayo de 2006 se anunció la versión para Macintosh.
Posteriormente, el 24 de julio de 2006, se lanzó al mercado una expansión denominada Warlords, la cual incluye entre otros el concepto de estado vasallo, y nuevos contenidos. La segunda expansión, Beyond the Sword, se comercializó en julio de 2007 e incluye más mejoras y novedades. El 22 de septiembre de 2008 fue lanzado Civilization IV: Colonization, un videojuego independiente ambientado en la conquista de las Américas a partir de 1492, pero basado en Civilization IV. El juego ha sido publicado en varios idiomas, entre ellos inglés, alemán, español, japonés, francés, italiano, polaco y chino. También tiene traducciones no oficiales a los idiomas ruso, finés, checo, portugués, catalán y húngaro.

## Sistema de juego
Civilization IV es un videojuego de construcción de imperios histórico en el cual el objetivo del jugador es construir un imperio desde cero. Todas las partidas estándar de tiempo completo empiezan en el 4000 a. C. con un solo colono, para construir la primera ciudad, y una unidad militar básica, que puede ser un explorador o un guerrero. Desde aquí, el jugador deberá expandir su imperio mientras compite con sus rivales, aprovechándose de la geografía y el desarrollo tecnológico.
El jugador tiene encuentros políticos, económicos y militares con otras naciones. Aparte de esto, también tiene que establecer relaciones diplomáticas con rivales y explorar el mapa en busca de nuevos recursos. Otras importantes tareas incluyen la planificación de la construcción de nuevas ciudades y el progreso científico, mediante el cual se descubren nuevas tecnologías. Un jugador debe elegir a quien encarnará de una amplia gama de figuras históricas, desde Mahatma Gandhi del imperio indio, hasta Mao Zedong del imperio chino, por citar algunos. Otro concepto importante en el juego es el crecimiento del valor cultural de la civilización, la cual expande las fronteras culturales propias y permite disputar casillas de terreno a otras civilizaciones, a veces causando que una ciudad se rebele contra su civilización dueña para unirse a tu civilización. La cultura se incrementa mediante la creación de edificios religiosos o culturales y de maravillas mundiales.
El juego se extiende desde el periodo cercano a la Edad de Piedra (4000 a. C.) hasta el 2050 d. C. Las civilizaciones gradualmente avanzan tecnológicamente a través de la investigación y la presencia de grandes científicos. Las tecnologías varían desde la escritura y la cerámica hasta los vuelos espaciales y la fisión nuclear. Todas las tecnologías revelan nuevas posibilidades para una civilización y permiten la oportunidad de intercambiar tecnologías con otras civilizaciones a cambio de ayuda militar, oro u otras tecnologías. El concepto de crecimiento tecnológico está basado en un árbol de tecnologías. El juego puede ser ganado de distintas formas: mediante conquista (conquistando todas las civilizaciones), dominación (controlar un porcentaje de la tierra y la población mundial), carrera espacial (siendo el primero en construir una nave espacial y volar a Alpha Centauri), cultural (por medio de dominación cultural), diplomática (mediante votos en las Naciones Unidas) o por tiempo (teniendo la mayor cantidad de puntos en el último turno).

### Conceptos estratégicos
Muchos aspectos de Civilization IV son nuevos en la serie. En el juego se introduce el concepto de «grandes personajes», los cuales son unidades que se dividen en cinco categorías: artistas, mercaderes, profetas, ingenieros y científicos. Cada uno de estos personajes otorgan varios beneficios extras, ofreciendo posibilidades como la de construir un edificio especial, ayudar a descubrir una nueva tecnología, o comenzar una Edad de Oro. Algunos de estos personajes son Aristóteles, William Shakespeare, Elvis Presley, Homero, Isaac Newton, Albert Einstein o Marie Curie.
Se incorpora por primera vez en la serie la posibilidad de fundación y expansión de religiones y la adopción de una religión oficial, aunque a efectos de juego apenas hay diferencias entre las siete que existen (cristianismo, judaísmo, islamismo, budismo, hinduismo, confucianismo y taoísmo). Es la postura que adoptó Firaxis para «no sugerir la superioridad de alguna de ellas».
Las formas de gobierno de Civilization III han sido reemplazados por un modelo de principios más flexible, donde el jugador puede elegir la cantidad de libertad que tendrán sus ciudadanos (esclavitud, libertad de expresión, teocracia, etc). Hay cinco categorías diferentes en el nuevo modelo (gobierno, sistema legal, sistema de trabajo, economía, y religión), y cinco opciones separadas dentro de cada categoría, la mayoría de ellas se irán desbloqueando conforme se vayan investigando ciertas tecnologías. Se trata de una adaptación del modelo de ingeniería social de Sid Meier's Alpha Centauri.
Ahora las Naciones Unidas pueden aceptar resoluciones, al igual que en Alpha Centauri. Por ejemplo, se pueden votar resoluciones para instaurar una moneda única en el mundo, para firmar el Tratado de No Proliferación Nuclear o para que todas las naciones sigan un principio común. Además, si se tiene la expansión Beyond the Sword se puede votar un mandato de cesión de una ciudad a otra civilización o forzar a dos naciones a firmar la paz.
Las unidades ya no tienen ningún índice de ataque o de defensa, sino que tienen un único indicador de fuerza. Este se complementa con diferentes bonificaciones dependiendo del tipo de unidad, como por ejemplo el arquero, que puede recibir bonificaciones defensivas al defender ciudades o fortalezas. Estas bonificaciones se pueden obtener subiendo de nivel a la unidad. Esto ayuda a resolver el clásico problema de la saga Civilization de «un lancero que derrota a un tanque».
Las civilizaciones controladas por la inteligencia artificial no actuarán más como si tuviesen el conocimiento del mapa entero. La IA ahora es más inteligente, ya que hace uso total de casi todas las opciones y tiene una mejor habilidad de planificación a largo plazo. Ahora las tribus bárbaras pueden formar ciudades (sólo en terrenos inexplorados y deshabitados), sus nombres tienen que ver con la tribu o la cultura a la que pertenece (por ejemplo hunos, visigodos, etcétera). Estas ciudades son como cualquier otra: pueden formar unidades y edificios, expandir sus fronteras y ser capturadas militarmente.

### Ciudades
Las ciudades son el centro de producción del imperio: su población produce los bienes necesarios para su mantenimiento y desarrollo. En Civilization IV hay tres tipos de bienes básicos: alimentos, que son destinados al crecimiento de la población; martillos de producción, para la construcción de nuevos edificios y unidades; y comercio bruto, fuente básica de dinero que se subdivide en tres tipos de inversiones: oro, ciencia y cultura, algo nuevo en la serie. Una vez investigadas ciertas tecnologías, se podrá definir el porcentaje de comercio bruto que se destina a cada una de las tres ramas, o también convertir la producción de la ciudad en inversiones para alguna de ellas.
El concepto de mantenimiento de ciudades reemplaza la corrupción, la cual ha sido eliminada (era uno de los conceptos más criticados de Civilization III). Civilizaciones con un gran número de pequeñas o inefectivas ciudades tendrán un imperio muy costoso de mantener, y probablemente su economía se asfixiará. En vez de sustraer de la población de una ciudad, la producción de colonos y trabajadores requiere que la ciudad suspenda su crecimiento, ya que supuestamente todos sus nuevos ciudadanos están siendo canalizados en la nueva unidad, hasta que contenga suficiente gente para irse. Los colonos son significativamente más caros que otras unidades de la Edad Antigua. Esto hace a los colonos más difíciles de construir en ciudades más pequeñas, y anima a los jugadores a desarrollar sus ciudades antes de expandirse.
La contaminación, restricción de tamaño de la ciudad, y muchos aspectos similares de juegos anteriores de la saga han sido combinados en un solo sistema de salud de la ciudad. Recursos y construcciones (como trigo o maíz y hospitales) agregan puntos de salud, mientras el crecimiento de la población y la industria los restan. Un total negativo causa una penalización a la producción de comida. Hay otros factores que influyen, por ejemplo la cercanía de un bosque sumará puntos de salud a la ciudad. La lluvia radiactiva continúa existiendo en el caso de un ataque nuclear o la fisión de un reactor nuclear. De manera similar, las ciudades no caen en tediosos desórdenes por la infelicidad, aunque sí pueden hacerlo por una rebelión cultural a favor de una civilización o por una invasión militar. Por cada punto de descontento por encima del total de puntos de felicidad, un ciudadano rehúsa trabajar.

### Interfaz
La interfaz de juego ha sido reordenada, en busca de una mayor rapidez y concentración de la información. Por ejemplo, ahora las pantallas de zoom en una ciudad tienen mucha más información, como el coste de mantenimiento, las rutas comerciales de la ciudad, la producción en curso, etcétera. Se han introducido algunos elementos para agilizar el juego, como la habilidad de seleccionar e impartir órdenes a múltiples unidades al mismo tiempo. Cuando la población crece, se descubre una nueva tecnología, o se termina de construir una nueva unidad o edificio, todo el exceso de recursos se transporta a la siguiente producción en vez de ser desperdiciado.

### Civilizaciones
Existen un total de dieciocho civilizaciones en la versión original. Cada una de ellas posee una unidad única que solo puede ser construida por dicha civilización, esa unidad sustituirá a una unidad genérica. Todos los líderes de civilización poseen dos afinidades propias (por ejemplo, industrioso o navegante), que proporcionarán diversas bonificaciones para la partida, como mayor velocidad para completar determinadas construcciones. El número de civilizaciones puede ser ampliado mediante las expansiones y las modificaciones de usuarios. En el juego original son las siguientes:
| Civilización              | Líderes               | Rasgos                     | Unidad única      | Reemplaza a          | Capital          |
| ------------------------- | --------------------- | -------------------------- | ----------------- | -------------------- | ---------------- |
| Alemania                  | Federico II el Grande | Organizado, Creativo       | Panzer            | Tanque               | Berlín           |
| Alemania                  | Otto von Bismarck     | Expansionista, Industrioso | Panzer            | Tanque               | Berlín           |
| Arabia                    | Saladino              | Espiritual, Filósofo       | Arquero a camello | Caballero            | La Meca          |
| Aztecas                   | Moctezuma II          | Agresivo, Espiritual       | Guerrero jaguar   | Soldado con espada   | Tenochtitlán     |
| China                     | Mao Zedong            | Filósofo, Organizado       | Cho-ko-nu         | Ballestero           | Pekín            |
| China                     | Qin Shi Huang         | Industrioso, Financiero    | Cho-ko-nu         | Ballestero           | Pekín            |
| Egipto                    | Hatshepsut            | Espiritual, Creativa       | Carro de guerra   | Arquero en carro     | Tebas            |
| España                    | Isabel I              | Expansiva, Espiritual      | Conquistador      | Caballero            | Madrid           |
| Estados Unidos de América | George Washington     | Financiero, Organizado     | SEAL de la Marina | Marine               | Washington D. C. |
| Estados Unidos de América | Franklin D. Roosevelt | Industrioso, Organizado    | SEAL de la Marina | Marine               | Washington D. C. |
| Francia                   | Luis XIV              | Creativo, Industrioso      | Mosquetero        | Soldado con mosquete | París            |
| Francia                   | Napoleón Bonaparte    | Agresivo, Industrioso      | Mosquetero        | Soldado con mosquete | París            |
| Grecia                    | Alejandro Magno       | Agresivo, Filósofo         | Hoplita           | Lancero              | Atenas           |
| Incas                     | Huayna Cápac          | Financiero, Agresivo       | Guerrero Quechua  | Guerrero             | Cuzco            |
| India                     | Mahatma Gandhi        | Industrioso, Espiritual    | Trabajador rápido | Trabajador           | Delhi            |
| India                     | Asoka                 | Organizado, Espiritual     | Trabajador rápido | Trabajador           | Delhi            |
| Inglaterra                | Victoria              | Expansionista, Financiera  | Casaca roja       | Fusilero             | Londres          |
| Inglaterra                | Isabel I              | Filósofa, Financiera       | Casaca roja       | Fusilero             | Londres          |
| Japón                     | Tokugawa Ieyasu       | Agresivo, Organizado       | Samurái           | Macero               | Kioto            |
| Malí                      | Mansa Musa            | Financiero, Espiritual     | Hostigador        | Arquero              | Timbuktu         |
| Mongolia                  | Genghis Khan          | Agresivo, Expansionista    | Keshik            | Arquero a caballo    | Karakorum        |
| Mongolia                  | Kublai Khan           | Agresivo, Creativo         | Keshik            | Arquero a caballo    | Karakorum        |
| Persia                    | Ciro el Grande        | Expansionista, Creativo    | Inmortales        | Arquero en carro     | Persépolis       |
| Roma                      | Julio César           | Organizado, Expansionista  | Pretoriano        | Espadachín           | Roma             |
| Rusia                     | Catalina II la Grande | Creativa, Financiera       | Cosaco            | Caballería           | Moscú            |
| Rusia                     | Pedro I el Grande     | Expansionista, Filósofo    | Cosaco            | Caballería           | Moscú            |

## Desarrollo
Tras la compra de parte de los derechos de la serie Civilization a Atari por parte de Take Two Interactive en enero de 2005, y la posterior firma de un acuerdo de asociación entre Take Two y Firaxis Games, desde la desarrolladora comenzaron a sucederse anuncios y menciones respecto a una cuarta entrega de la serie. El videojuego fue anunciado como una gran revolución dentro de la serie, prometiendo partidas más ágiles y multitud de nuevos conceptos y características, además de mayores posibilidades de personalización.
Civilization IV usa el mismo motor de videojuego (Gamebryo) usado en Sid Meier's Pirates! tras un acuerdo con NDL, gracias al cual se permite a los jugadores acercarse suavemente desde el nivel del mapa global hacia perspectivas más cercanas, donde se observan los rasgos individuales de las ciudades. Es el primer videojuego de la serie que utiliza gráficos tridimensionales. Los videos de las maravillas están de vuelta después de su ausencia en Civilization III. Estos vídeos, al ser secuencias CGI preparadas de antemano, muestran un nivel gráfico más trabajado que el de la interfaz principal.

### Audio
Se ha ampliado mucho el apartado de la banda sonora en comparación con anteriores ediciones, incluyendo nuevas músicas de la Edad Media, del Renacimiento, del Barroco, etc. Algunas piezas de música están compuestas por Jeff Briggs. Cada líder tiene una pieza única de música (exceptuando a Kublai Jan y a Gengis Kan, que comparten la misma pieza musical), la cual se puede escuchar en la interfaz de diplomacia. Muchas de estas piezas son populares y familiares; por ejemplo, la música de Roosevelt es el himno a los marines, y la de Napoleón es una variante de La Marsellesa. La canción Baba Yetu que forma parte de la banda sonora del juego, compuesta por Christopher Tin e interpretada por el Soweto Gospel Choir, ha sido galardonada con un premio Grammy en 2011, convirtiendo a Civilization IV en el primer videojuego galardonado con este premio.
Las voces narrativas que actúan, anteriormente escuchadas en Sid Meier's Alpha Centauri pero nunca usadas en un juego de la serie Civilization, son provistas por Leonard Nimoy en la versión inglesa, quien lee una cita relacionada con cada tecnología descubierta. Las unidades terrestres también ofrecen frases cortas en su lenguaje cultural nativo cuando son seleccionadas. Si la vista de un jugador está cercana a una ciudad, escuchará sonidos relacionados con la nación a la que pertenece la ciudad. Con cada edificio construido se reproduce un sonido relacionado con su temática. Se pueden oír sonidos del ambiente cerca de diferentes terrenos. Por ejemplo, cerca de un océano o en la costa, se pueden oír las olas chocando y rompiendo.

## Expansiones
Civilization IV tiene dos expansiones: Civilization IV: Warlords y Civilization IV: Beyond the Sword. Estas ampliaciones, además de añadir numerosos contenidos, se centran principalmente en ofrecer una jugabilidad más abierta, mediante el desarrollo de nuevos conceptos estratégicos, a diferencia de la política de expansiones del anterior videojuego de la serie, que se enfocaba en la ampliación de las características existentes.

### Warlords
Warlords es la primera expansión oficial de Civilization IV, lanzada al mercado en julio de 2006. Esta expansión incorpora la posibilidad de vasallaje entre civilizaciones y una nueva categoría de grandes personajes, los grandes generales. Se modifican las civilizaciones de forma importante, con cambios en las características de los líderes y la adición de un edificio único para cada civilización, cuya función es similar a la de las unidades únicas. También añade seis nuevas civilizaciones, diez nuevos líderes de civilización, ocho escenarios y nuevas unidades y edificios.

### Beyond the Sword
Beyond the Sword es la segunda expansión oficial del videojuego, publicada en julio de 2007. Esta expansión se centra en el período posterior a la invención de la pólvora e introduce el espionaje, las grandes corporaciones y la posibilidad de crear colonias en el sistema de juego, junto con otros añadidos menores. En cuanto a características, se incluyen 10 nuevas civilizaciones, 16 nuevos líderes de civilización, nuevas unidades y edificios y la inclusión de las modificaciones más aclamadas por la comunidad de aficionados.

### Ediciones especiales
En junio de 2008, se anunció Civilization IV: Colonization, un relanzamiento del videojuego de 1994 Sid Meier's Colonization, con el motor de Civilization IV, manteniendo la mecánica del videojuego original y añadiendo algunos conceptos nuevos. Sid Meier afirmó al respecto que «han sido muchos los fans que han solicitado la vuelta de Colonization, y ahora es el momento perfecto para hacerlo». El 12 de mayo de 2009, fue lanzada la recopilación Civilization IV: The Complete Edition, que incluye el juego original con sus dos expansiones. En esta versión han sido retiradas las protecciones antipiratería presentes en las versiones originales.

### Colonization
El 22 de septiembre de 2008 fue lanzada otra entrega basada en este videojuego, denominada Civilization IV: Colonization, ambientada en el proceso de colonización del Nuevo Mundo entre 1492 y 1792. Realmente consiste en un videojuego independiente, pues no necesita la instalación previa de Civilization IV para funcionar, pero utiliza el motor gráfico y partes de la interfaz de la cuarta entrega. Tomando como inspiración principal su predecesor Colonization de 1994, el jugador podrá controlar cuatro civilizaciones, Inglaterra, Francia, España y Holanda, para fundar y hacer prosperar su propia colonia en el nuevo continente, lidiando con los habitantes nativos y con conceptos típicos de Civilization como los recursos.

### Modificación
Teniendo en cuenta el extendido desarrollo de modificaciones para los videojuegos de Civilization por parte de la comunidad de aficionados, Firaxis ha dado un gran soporte a esta faceta en Civilization IV, aportando múltiples opciones para su personalización. El juego dispone de un editor de partidas interno, con posibilidades para la modificación del terreno y de diversos aspectos de las civilizaciones, como sus ciudades, infraestructuras, unidades y su actitud diplomática ante los demás imperios, pudiendo modificar los estados de guerra o paz frente a ellos. El jugador tiene la posibilidad de modificar su partida mediante este editor en cualquier momento, siempre que lo haya permitido anteriormente en las opciones de juego.
Por otra parte, el código del videojuego es casi completamente modificable, exceptuando lo relacionado el motor gráfico y algunos aspectos básicos de la interfaz, estando escrito en tres lenguajes de programación. Se utiliza XML para la definición de las características y sus parámetros, como la fuerza de las unidades, las civilizaciones o las traducciones a otros idiomas. El código para ciertas mecánicas y eventos, la interfaz y los scripts de generación aleatoria del mapeado está escrito en Python. En 2006, Firaxis publicó un Kit de desarrollo de software para el videojuego, compuesto por el código fuente de la librería principal, escrito en lenguaje C++. En la librería se incluye el desarrollo de todos los conceptos y mecánicas de juego, así como la inteligencia artificial.

## Controversias
Civilization IV tiene varios errores en los textos de la Civilopedia, por ejemplo, en la entrada de la biografía de Julio César dice que fue el primer emperador de Roma, esto no es así. Julio César fue el último dictador de Roma, y fue sucedido por Octavio Augusto, que se tituló a sí mismo «princeps», pero se le considera el primer emperador. Además cuando juegas la partida de campaña del desierto de la Segunda Guerra Mundial la ciudad de Nápoles está escrita en inglés, Naples. El juego presentaba poco después de su lanzamiento problemas de compatibilidad con tarjetas ATI, que se corrigen instalando la expansión Warlords.
Por otro lado no pocas personas han referido que el juego tiene fallas en la programación de las probabilidades a la hora de los enfrentamientos entre unidades, pues según dicen algunos críticos tiende a inclinarse sustancialmente en favor de la computadora, sin importar la dificultad, ni detalles de las unidades.